# Odnosi med Slovenijo in Rusijo
Odnosi med Slovenijo in Rusijo so zunanji odnosi med Republiko Slovenijo in Rusko federacijo. Obe državi sta 25. maja 1992 vzpostavili diplomatske odnose. Rusija ima veleposlaništvo v Ljubljani, Slovenija ima veleposlaništvo v Moskvi in dva častna konzulata (v Sankt Peterburgu in Samari). Rusija je imela do leta 2022 v Sloveniji pet častnih konzulov, a je Slovenija zaradi ruske invazije na Ukrajino umaknila soglasje k imenovanju.

## Odnosi pred letom 1991
Slovenija in Rusija sta imeli odnose na različnih področjih že pred osamosvojitvijo obeh držav. Zelo tesni so bili stiki na znanstvenem področju, predvsem v humanistiki, k čemur je prispevala bližina ruskega in slovenskega jezika. Za začetek rusko-slovenskih znanstvenih stikov štejemo junij 1780, ko je slovenski znanstvenik Blaž Kumerdej v Sankt Peterburg poslal gradivo za »Primerjalni slovar jezikov sveta«.
Medsebojno zanimanje obeh dežel je bilo veliko tudi v 19. in začetku 20. stoletja, kar je bilo v veliki meri posledica širjenja slovanofilstva. Kako tesni so bili stiki, priča podatek, da je prvi rokopis v slovenščini (freisingenski odlomki) prvič izšel v Rusiji. Leta 1821 je Ljubljano (v času avstrijskega cesarstva Laibach) obiskal ruski cesar Aleksander I. v okviru kongresa Svete alianse. Nato so dvostranski znanstveni odnosi postali redni. Slovenski znanstveniki Kopitar, Miklošič in Krek so bili izvoljeni v peterburško akademijo znanosti.
Ime države »Slovenija« je prvi uporabil v Rusijo izseljeni Rusin Jurij I. Venelin v knjigi »Stari in sodobni Bolgari v njihovem političnem, pripovednem, zgodovinskem in verskem odnosu do Rusov« (izd. leta 1841). Venelin je ob naštevanju slovenskih dežel zapisal: »Če bi bilo treba v tekočem letu 1834 imenovati del omenjenih držav in samo Ilirsko kraljestvo po imenu njegovih prebivalcev, tedaj bi jih morali imenovati Slovenija, Slowenenland, la Slovenie.« Venelinove ugotovitve dandanes sicer niso povsem znanstveno vzdržljive. V slovenskih deželah se je beseda Slovenija uveljavila šele leta 1844 po zaslugi ode pesnika Janeza Vesela-Koseskega ob prihodu cesarja Ferdinanda I. v Ljubljano.

## Odnosi od 1991
Ruska federacija je priznala Republiko Slovenijo 14. februarja 1992. Diplomatski odnosi med državama so bili vzpostavljeni 25. maja 1992. Rusko veleposlaništvo v Ljubljani je bilo odprto oktobra 1992. Slovensko veleposlaništvo v Moskvi je bilo odprto junija 1992.
16. junija 2001 je na Brdu pri Kranju potekalo prvo srečanje med ruskim predsednikom Vladimirjem Putinom in ameriških predsednikom Georgem W. Bushem.
Marca 2011 je Slovenijo obiskal takratni ruski premier Vladimir Putin in se srečal s slovenskim premierjem Borutom Pahorjem in predsednikom republike Danilom Türkom. Ruska in slovenska delegacija sta se pogovarjali o gospodarskem, znanstvenem in kulturnem partnerstvu, predvsem pri gradnji plinovoda Južni tok.

### Rusko ukrajinska vojna

#### Okupacija Krima in vojna v Donbasu
Po izbruhu protestnega gibanja Evromajdan v Ukrajini leta 2013 in sledeče revolucije dostojanstva, po kateri je Rusija okupirala Krim in začela vojno v Donbasu, se je Slovenija skupaj z mednarodno skupnostjo glede ozemeljske celovitosti postavila na stran Ukrajine. Slovenija je pozvala k politični rešitvi problema.
Ruski predsednik Vladimir Putin se je 30. julija 2016 udeležil slovenosti ob 100. obletnici postavitve Ruske kapelice pod Vršičem. Zaradi vojne z Ukrajino in sankcij je bilo vabilo Putina v Slovenijo ostro kritizirano tako doma (predvsem z desnega političnega pola) kot v EU. Leto prej je slovenost ob kapelici obiskal podpredsednik ruske vlade Dmitrij Medvedjev.
Slovenski predsednik Borut Pahor in ruski predsednik Putin sta 29. julija 2021 razglasila 31. julij 2021 za dan slovensko-ruskega prijateljstva 

#### Ruska invazija na Ukrajino 2022
Z rusko invazijo na Ukrajino leta 2022 je Slovenija skupaj z drugimi državami EU obsodila rusko agresijo in sprejela ukrepe, kot sta zaprtje slovenskega zračnega prostora za ruske lete in bojkot športnih dogodkov v Rusiji.
Zjutraj 1. marca 2022 je ruska raketa 3M54-1 Kalibr zadela Trg svobode v Harkovu v Ukrajini in uničila slovenski konzulat v mestu. Predsednik slovenske vlade Janez Janša je v odzivu dejal, da bo država prekinila vse sporazume z Rusijo, ki se nanašajo na obrambo, varnost in politično sodelovanje. Slovensko zunanje ministrstvo je na zagovor poklicalo ruskega veleposlanika Timurja Ejvazova in mu izročilo diplomatsko protestno noto z zahtevo po opravičilu in povrnitvi škode.
Po začetku ruske invazije na Ukrajino je Slovenija kot ena od držav EU uvedla sankcije proti Rusiji, Rusija pa je vse države EU dodala na seznam "neprijaznih držav". Kljub temu sta se uvoz iz Rusije in izvoz v Rusijo - po poročanju ruskega državnega medija RIA Novosti - v naslednjih mesecih znatno povečala na letni ravni (julija 6-krat oziroma 56 %). Slovenija se je spomladi 2022 pridružila drugim državam pri razglasitvi številnih ruskih diplomatov za persone non grata.
24. oktobra 2022 je bila fotografija slovenskih jedrskih odpadkov uporabljena za ponazoritev propagandnega sporočila ruskega obrambnega ministrstva o domnevnih ukrajinskih načrtih za izdelavo umazane bombe.
Decembra 2022 je SOVA v Sloveniji aretirala dva ruska vohuna, Ano Valerevno Dulcevo in njenega moža Artema Viktoroviča Dulceva, ki delata za rusko zunanjo obveščevalno službo (SVR). Od leta 2017 sta v Ljubljani z družino živela pod lažnimi imeni Maria Rosa Mayer Munos in Ludwig Gisch, uporabljala sta ponarejena argentinska potna lista. Med drugim jima je bila zasežena večja količina gotovine, njuna misija v Sloveniji pa naj bi bila po začetku ruske invazije na Ukrajino predvsem vnašati dezinformacije in destabilizirati javnomnenjsko podporo zvezi NATO. Obsojena sta bila vohunjenja in overitve lažne vsebine. 1. avgusta 2024 ju je Slovenija prispevala v večjo izmenjavo zapornikov med Zahodom in Rusijo.

## Trgovinska izmenjava
V letu 2021 je Rusija v Slovenijo izvozila za 396 milijonov dolarjev blaga, pri čemer je bil glavni proizvod zemeljski plin, medtem ko je Slovenija v Rusijo izvozila za 1,06 milijarde dolarjev blaga, pri čemer so bila glavna kategorija zdravila. Ruski izvoz se je med letoma 1995 in 2021 v povprečju povečal za 2,35 odstotka, slovenski izvoz pa v istem obdobju za 4,92 odstotka.